# Linus Hellzon
Karl Linus Engelbert Hellzon, född 28 januari 1889 i Lerbäcks församling, Örebro län, död där 28 januari 1975, var pastor i Svenska Missionsförbundet, sångförfattare, författare. 
Hellzon var anställd vid bokförlag. Han var bror till Florentinus Hällzon, farbror till Ingemar Hällzon och Stig Hällzon samt farfars bror till Åke Hällzon, alla verksamma inom mediebranschen.

## Psalmer
- Herre, lär mig bedja.